# 루르어
루르어(Luri, 루르어: لوری, 페르시아어: لری)는 서이란어군의 한 언어 또는 방언군으로, 이란 서부에 거주하는 루르인들에 의해 사용된다. 페르시아어와 같이 중세 페르시아어에서 유래한 언어로 가까운 관계이다. 흔히 쿠르드어와 페르시아어 사이의 과도적 언어로 여겨진다. 루르족의 일파인 바흐티야리(Bakhtiari)족이 사용하는 방언의 경우 특히 페르시아어와 가깝다고 한다. 다른 페르시아 언어들에 비해 튀르크어나 아랍어의 영향을 적게 받아 고대 이란어의 특징을 더 잘 보존하고 있다. 